# Kurfürstenstraße (stanice metra v Berlíně)
Kurfürstenstraße je stanice metra v Berlíně na linkách U1 a U3, otevřená 26. října 1926 jako Entlastungsstrecke. V 80. letech 20. století byly vyměněny dlaždice za ty dnešní. Nejbližší tepna je Potsdamer Straße.